# Boeing Model 40
Boeing Model 40 — американський одномоторний поштовий літак, найперший літак компанії Boeing, призначений для перевезення пасажирів.

## Історія
У 1925 поштова служба США оголосила конкурс на створення заміни літака Airco DH.4, який перевозив пошту з 1918 року. Серед недоліків застарілого DH 4 відзначалася висока аварійність та мала швидкість.
Оскільки двигун Liberty L-12, який раніше використовувався на DH 4, був найпотужнішим у середині 1920-х, то уряд зажадав оснащувати новий поштовий літак саме їм. Крім того, уряд хотів позбутися запасів літаків, що залишилися після Першої світової війни.
Перший прототип з двигуном «Ліберті» мав незвичайну конструкцію. Каркаси передньої та середньої частин фюзеляжу та закінчування були виготовлені зі сталевих труб. Ліва і права половини верхнього крила були різного розміру і стикувалися ліворуч від осі симетрії.
Вперше літак піднявся у повітря 7 липня 1925 року. На конкурсі Model 40 значно поступився розробці компанії Douglas, що перемогла. Після невдачі Boeing закинули проект до початку 1927.
Конструктор Клермонт Егтведт за переробку проекту. На новий літак був встановлен двигун Pratt & Whitney R-1340 Це дозволило збільшити місткість вантажного відсіку до 540 кг та розмістити між поштовим відсіком та кабіною пілотів пасажирський салон на 2 місця. Новий варіант отримав позначення Model 40A. Перший політ було здійснено 20 травня 1927 року.
Model 40A виявився дешевшим у експлуатації, ніж інші транспортні літаки кінця 1920-х. У зв'язку з цим нова авіакомпанія «Боїнг Ейр Транспорт Інк.» отримала контракт на перевезення вантажів по трасі Сан-Франциско — Чикаго. Усього було випущено 25 екземплярів.
На один з 25 екземплярів був встановлений двигун Pratt & Whitney R-1690 Hornet. Літак було переобладнано на навчальний. Кабіна пілотів була переобладнана під подвійне керування, а пасажирський салон переробили під кабіну інструктора. Примірник отримав позначення Model 40B.

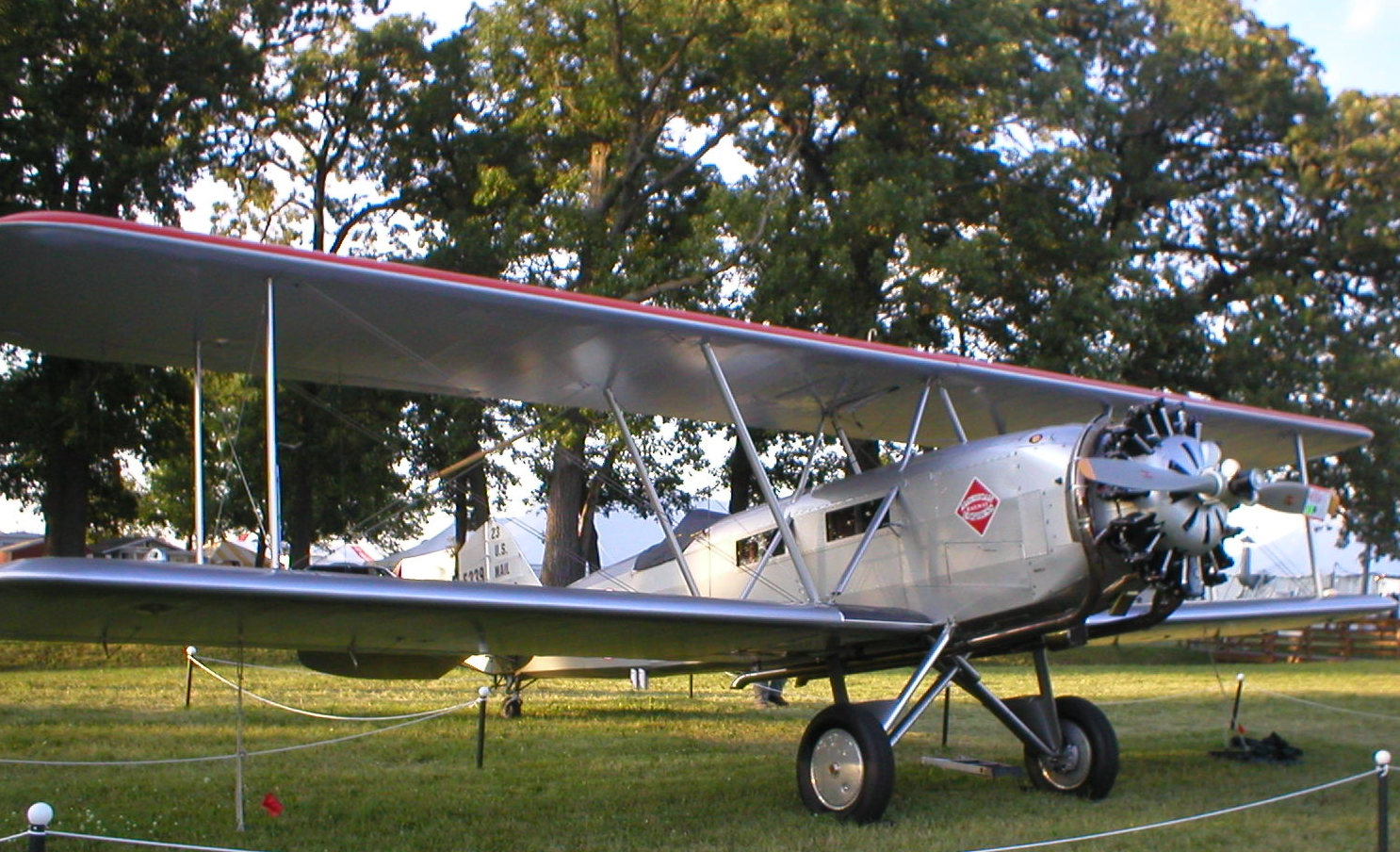
Boeing Model 40C

26 серпня 1928 року відбувся перший політ моделі 40C. Це був удосконалений варіант Model 40A, розрахований на 4 пасажирів. Було збудовано 10 екземплярів 40C, 9 з яких були передані компанії Pacific Air Transport.
5 жовтня 1928 року у повітря піднялася модель 40В-4, яка може перевозити чотирьох пасажирів. Вона відрізнялася від 40C моделлю двигуна. Один екземпляр був поставлений компанії Pratt & Whitney для випробування нових двигунів. Усього було побудовано 38 Model 40C.
Model 40X і Model 40Y був зроблений в єдиному екземплярі для нафтових компаній Associated Oil Company та Standard Oil Company of California відповідно.
На даний момент збереглося лише 2 екземпляри. 1 зберігається в музеї The The Henry Ford, а другий — у музеї науки і промисловості в Чикаго.

## Експлуатація
Літак почав свое експлатування з 1 липня 1927 року. Його експлуатантами були :
- Boeing Air Transport Corp.
- Pacific Air Transport
- Polar Aire
- Universal Air Lines
- Varney Air Lines
- United Airlines
- Western Air Express
- ВПС Гондурасу
- ВПС Перу
- Приватні власники

## Льотно-технічні характеристики (Model 40A)
|                               |                                 |
| Параметр                      | Показник                        |
| Довжина, м                    | 10.11                           |
| Розмах крила, м               | 13.46                           |
| Висота літака, м              | 3.73                            |
| Площа крила, м²               | 50.82                           |
| Двигун                        | Pratt &amp; Whitney R-1340 Wasp |
| Тяга                          | 420 л. с.                       |
| Макс. швидкість, км/год       | 206                             |
| Крейсерська швидкість, км/год | 169                             |
| Дальність польоту, км         | 1046                            |
| Максимальна висота, м         | 4420                            |
| Вага порожнього, кг           | 1600                            |
| Макс. злітна вага, кг         | 2722                            |